# Sistema de reputação
Sistemas de reputação são programas ou algoritmos que permitem que os usuários avaliem uns aos outros em comunidades online para construir confiança por meio de reputação. Alguns usos comuns desses sistemas podem ser encontrados em sites de e-commerce, como eBay, Amazon e Etsy, bem como comunidades de aconselhamento online como a Stack Exchange. Esses sistemas de reputação representam uma tendência significativa no "suporte à decisão para provisões de serviços mediados pela Internet". Com a popularidade das comunidades online para compras, aconselhamento e troca de outras informações importantes, os sistemas de reputação estão se tornando de vital importância para a experiência online. A ideia dos sistemas de reputação é que mesmo se o consumidor não puder experimentar fisicamente um produto ou serviço, ou ver a pessoa que fornece as informações, ele pode ter certeza do resultado da troca por meio da confiança construída por sistemas de recomendação.
Filtragem colaborativa, usada mais comumente em sistemas de recomendação, está relacionada a sistemas de reputação em que ambos coletam classificações de membros de uma comunidade. A principal diferença entre sistemas de reputação e filtragem colaborativa é a forma como eles usam o feedback do usuário. Na filtragem colaborativa, o objetivo é encontrar semelhanças entre os usuários para recomendar produtos aos clientes. O papel dos sistemas de reputação, em contraste, é reunir uma opinião coletiva para construir confiança entre os usuários de uma comunidade online.

## Tipos

### Online
Howard Rheingold afirma que os sistemas de reputação online são "tecnologias baseadas em computador que tornam possível manipular de maneiras novas e poderosas uma característica humana antiga e essencial". Rheingold afirma que esses sistemas surgiram como resultado da necessidade de os usuários da Internet ganharem confiança nas pessoas com as quais fazem transações online. O traço que ele nota nos grupos humanos é que funções sociais como a fofoca "nos mantém atualizados sobre em quem confiar, em quem as outras pessoas confiam, quem é importante e quem decide quem é importante". Ele argumenta que sites da Internet como eBay e Amazon buscam fazer uso dessa característica social e são "construídos em torno das contribuições de milhões de clientes, aprimorados por sistemas de reputação que policiam a qualidade do conteúdo e das transações trocadas através do site".

### Bancos de reputação
A emergente economia compartilhada aumenta a importância da confiança em mercado ponto a ponto e serviços. Os usuários podem construir reputação e confiança em sistemas individuais, mas geralmente não têm a capacidade de transportar essas reputações para outros sistemas. Rachel Botsman e Roo Rogers argumentam em seu livro What's Mine is Yours (2010),  que "é apenas uma questão de tempo antes que haja alguma forma de rede que agregue capital de reputação em várias formas de consumo colaborativo". Esses sistemas, frequentemente chamados de bancos de reputação, tentam fornecer aos usuários uma plataforma para gerenciar seu capital de reputação em vários sistemas.

## Mantendo sistemas de reputação eficazes
A principal função dos sistemas de reputação é construir um senso de confiança entre os usuários de comunidades online. Tal como acontece com lojas físicas, confiança e reputação podem ser construídas por meio do feedback do cliente. Paul Resnick da associação de máquinas de computação descreve três propriedades que são necessárias para que os sistemas de reputação operem com eficácia.
1. As entidades devem ter uma vida longa e criar expectativas precisas de futuras interações.
2. Eles devem capturar e distribuir feedback sobre interações anteriores.
3. Eles devem usar o feedback para orientar a confiança.

Essas três propriedades são extremamente importantes na construção de reputações confiáveis e todas giram em torno de um elemento importante: o feedback do usuário. O feedback do usuário em sistemas de reputação, seja na forma de comentários, classificações ou recomendações, é uma informação valiosa. Sem o feedback do usuário, os sistemas de reputação não podem sustentar um ambiente de confiança.
Obter feedback do usuário pode ter três problemas relacionados:
1. O primeiro desses problemas é a disposição dos usuários em fornecer feedback quando a opção de fazê-lo não for necessária. Se uma comunidade online tem um grande fluxo de interações acontecendo, mas nenhum feedback é coletado, o ambiente de confiança e reputação não pode ser formado.
2. O segundo desses problemas é obter feedback negativo dos usuários. Muitos fatores contribuem para que os usuários não queiram dar feedback negativo, sendo o mais proeminente o medo de retaliação. Quando o feedback não é anônimo, muitos usuários temem retaliação se um feedback negativo for dado.
3. O problema final relacionado ao feedback do usuário é obter feedback honesto dos usuários. Embora não haja um método concreto para garantir a veracidade do feedback, se uma comunidade de feedback honesto for estabelecida, os novos usuários terão maior probabilidade de fornecer feedback honesto também.

Outras armadilhas para sistemas de reputação eficazes, descritos por A. Josang, incluem mudança de identidade e discriminação. Mais uma vez, essas ideias se relacionam com a ideia de regular as ações do usuário para obter feedback preciso e consistente do usuário. Ao analisar diferentes tipos de sistemas de reputação, é importante observar essas características específicas para determinar a eficácia de cada sistema.

### Tentativa de padronização
O IETF propôs um protocolo para trocar dados de reputação.  Foi originalmente voltado para aplicativos de e-mail, mas posteriormente foi desenvolvido como uma arquitetura geral para um serviço baseado em reputação, seguido por uma parte específica para e-mail. No entanto, o "burro de carga" da reputação do email permanece com os DNSxL, que não seguem esse protocolo. Essas especificações não dizem como coletar feedback (na verdade, a granularidade das entidades de envio de e-mail torna impraticável coletar feedback diretamente dos destinatários) mas se preocupam com os métodos de consulta e ou resposta de reputação.

## Exemplos notáveis de aplicações práticas
- Pesquisa: rede (ver PageRank)
- Comércio eletrônico: eBay, Epinions, Bizrate, Trustpilot, Star Evaluator[7]
- Notícias sociais: Reddit, Digg, Imgur
- Comunidades de programação: Advogato, mercado de trabalhadores autônomos, Stack overflow
- Wikis: Aumenta a quantidade e a qualidade da contribuição[8]
- Segurança da  Internet: TrustedSource
- Sites de perguntas e respostas: Quora, Yahoo! Respostas, gutefrage.net, Stack exchange
- Correio eletrônico: DNSBL e DNSWL fornecem reputação global sobre remetentes de e-mail
- Reputação pessoal: CouchSurfing (para viajantes),
- Organizações não-governamentais (ONGs): GreatNonProfits.org, GlobalGiving
- Reputação profissional de tradutores e terceirizadores de tradução: BlueBoard em ProZ.com
- Sistema de reputação para todos os fins: Yelp
- Academia: medidas bibliométricas gerais, (o índice h de um pesquisador,por exemplo).

## Reputação como recurso
Alto capital de reputação geralmente confere benefícios ao titular. Por exemplo, uma ampla gama de estudos encontrou uma correlação positiva entre a avaliação do vendedor e o preço pedido no eBay,  indicando que boa reputação pode ajudar os usuários a obter mais dinheiro por seus itens. Elevados reviews de produtos nos mercados online também podem ajudar a impulsionar maiores volumes de vendas.
A reputação abstrata pode ser usada como uma espécie de recurso, a ser trocada por ganhos de curto prazo ou construída com esforço de investimento. Por exemplo, uma empresa com boa reputação pode vender produtos de qualidade inferior com maior lucro até que sua reputação caia, ou pode vender produtos de qualidade superior para aumentar sua reputação. Alguns sistemas de reputação vão além, tornando explicitamente possível gastar reputação dentro do sistema para obter um benefício. Por exemplo, na comunidade Stack overflow, pontos de reputação podem ser gastos em "recompensas" de perguntas para incentivar outros usuários a responder à pergunta.
Mesmo sem um mecanismo de gastos explícito em vigor, os sistemas de reputação muitas vezes tornam mais fácil para os usuários gastar sua reputação sem prejudicá-la excessivamente. Por exemplo, um motorista de transporte de passageiros por aplicativos com uma alta pontuação de aceitação de viagem (uma métrica frequentemente usada para a reputação do motorista) pode optar por ser mais seletiva sobre sua clientela, diminuindo a pontuação de aceitação do motorista, mas melhorando sua experiência de direção. Com o feedback explícito fornecido pelo serviço, os motoristas podem gerenciar cuidadosamente sua seletividade para evitar serem penalizados com muita severidade.

## Ataques e defesa
Os sistemas de reputação são geralmente vulneráveis a ataques, e muitos tipos de ataques são possíveis. Como o sistema de reputação tenta gerar uma avaliação precisa com base em vários fatores, incluindo, mas não se limitando ao tamanho imprevisível do usuário e ambientes adversos em potencial, os ataques e mecanismos de defesa desempenham um papel importante nos sistemas de reputação.

A classificação de ataques do sistema de reputação é baseada na identificação de quais componentes do sistema e escolhas de design são os alvos dos ataques. Já os mecanismos de defesa são concluídos com base nos sistemas de reputação existentes.

### Modelo de atacante
A capacidade do invasor é determinada por várias características, por exemplo, a localização do invasor relacionada ao sistema (invasor interno versus invasor externo). Um insider é uma entidade que tem acesso legítimo ao sistema e pode participar de acordo com as especificações do sistema, enquanto um outsider é qualquer entidade não autorizada no sistema que pode ou não ser identificável.
Como o ataque externo é muito mais semelhante a outros ataques em um ambiente de sistema de computador, o ataque interno obtém mais foco no sistema de reputação. Normalmente, existem algumas suposições comuns: os invasores são motivados por intenções egoístas ou maliciosas e os invasores podem trabalhar sozinhos ou em coalizões.

### Classificação de ataque
Os ataques contra sistemas de reputação são classificados com base nos objetivos e métodos do invasor.
- Ataque de autopromoção. O invasor aumenta falsamente sua própria reputação. Um exemplo típico é o chamado ataque Sybil, em que um invasor subverte o sistema de reputação criando um grande número entidades pseudônimas e as usa para obter uma influência desproporcionalmente grande.[14] A vulnerabilidade de um sistema de reputação a um ataque Sybil depende de quão barato os Sybils podem ser gerados, o grau em que o sistema de reputação aceita informações de entidades que não têm uma cadeia de confiança ligando-as à uma entidade confiável e se o sistema de reputação trata todas as entidades de forma idêntica.
- Ataque de branqueamento. O invasor usa alguma vulnerabilidade do sistema para atualizar sua reputação. Este ataque geralmente tem como alvo a formulação do sistema de reputação que é usado para calcular o resultado da reputação. O ataque de branqueamento pode ser combinado com outros tipos de ataques para tornar cada um deles mais eficaz.
- Ataque calunioso. O invasor relata dados falsos para diminuir a reputação dos nós da vítima. Isso pode ser alcançado por um único atacante ou uma coalizão de atacantes.

O invasor orquestra seus esforços e emprega várias das estratégias acima. Um exemplo famoso de ataque orquestrado é conhecido como ataque de oscilação.
- Ataque de negação de serviço. O invasor impede o cálculo e a disseminação de valores de reputação em sistemas de reputação usando o método de negação de serviço.

### Estratégias de defesa
Aqui estão algumas estratégias para prevenir os ataques acima.
- Prevenção de múltiplas identidades
- Atenuando a geração de rumores falsos
- Reduzindo a disseminação de boatos falsos
- Prevenindo Abuso de Curto Prazo do Sistema
- Mitigação de ataques de negação de serviço